# 小堀友里繪
小堀友里繪（日语：小堀 友里絵，1985年7月19日—），日本女演員、配音員。出身於福島縣。身高161cm。O型血。

## 人物簡介
AIR AGENCY所屬。日本女子大學畢業。以前從事舞台、廣告的演出活動為中心，進入AIR AGENCY之後全面投入配音界。
擅長方言為東北方言。興趣：單板滑雪、游泳、打排球，特長：花卉藝術（代理師傅）。

## 演出作品
※粗體字表示說明飾演的主要角色。

### 電視動畫
2010年
- 帥氣可愛宣言！（2010～2011，旁白、太太〈黑〉、女學生1）2系列
- 科學超電磁砲（旁觀者）

2011年
- 惡魔奶爸（2011～2012年，莎珠拉、女學生B）
- 便·當（護士B、藥劑師）
- 放浪男孩（千葉沙織的母親、女子B）

2012年
- 在那個夏天等待（教師）
- AKB0048（母親）
- 白熊咖啡廳（女高中生）
- BLACK★ROCK SHOOTER（女學生、後輩）
- 輪迴的拉格朗日（千歳瑠）

2013年
- RDG 瀕危物種少女（神崎美琴）
- 舞者克里諾培（日语：踊り子クリノッペ）
- 革命機Valvrave -2nd Season-（學生、女學生2）
- 小鎮有你（女學生、學生）
- 黑子的籃球（學生、女子）

2014年
- 鋼彈創戰者（主持人）
- 東京喰種（2014～2018，西野貴未、春、金木研〈孩童時期〉、黑澤 等）3系列
- 七大罪（セネット）
- 第一神拳（人群）
- 神奇寶貝XY（2014～2016，莎娜）2系列
- 妖怪手錶（2014～2021，中村詩織、空腹爺爺的孫子、山姆、片桐麗子、加藤、圓、孝一 等）3系列
- 47都道府犬R（日语：犬猫アワー 47都道府犬R&にゃ〜めん#47都道府犬R）（福島犬[3]）
- 境界觸發者（2014～2016，二木、市民、新人隊員、廣播、蜜拉、仁禮光 等）

2015年
- GATE 奇幻自衛隊（女大學生）

2016年
- 甲鐵城的卡巴內利（下緒）
- 數碼暴龍宇宙 應用怪獸（2016～2017，廣播、雙胞胎的母親）

2017年
- CHAOS;CHILD（女教師）
- 蠟筆小新（女店員、行列的大姊姊A）

2018年
- 妖怪手錶 影之章（梓、泉、女大學生A、女兒、雛子）

2019年
- 鬼太郎 (第6作)（金井清美[4]）
- Hulaing Babies（日语：フライングベイビーズ）（小原老師[5]）

2020年
- 淘氣貓2020：家有圓圓?! ～我家的圓圓你知道嗎～（大姐姐）

2021年
- 境界觸發者第三季（仁禮光）

### OVA
2014年
- 黑子的籃球 -2nd Season-（Maji漢堡店店員）[注 1][6]
- 惡魔阿薩謝爾在召喚你。[注 2]

### 電影動畫
2012年
- （又八）

2014年
- 劇場版 妖怪手錶：誕生的秘密喵！

### 遊戲
2009年
- 紅綫DS ～Destiny～
- 劍與魔法與學園。2G（日语：剣と魔法と学園モノ。2）（法蘭）

2010年
- （大學生、講師）

2011年
- 科學超電磁砲（制裁指導）
- 馴獸師與王子陛下 ～Snow Bride～（日语：猛獣使いと王子様）

2013年
- 必殺工作人 ～懲罰精選～（笛吹深琴）

2014年
- （南相馬向日葵[7]）

2015年
- 我家公主最可愛（白貓公主貝里西亞·布魯）

2023年
- 怪物彈珠（沙人）

### 廣播劇CD
- 革命機Valvrave 原創廣播劇CD「咲森學園，殺人事件？」
- 黑子的籃球 1st GAMES
- 黑子的籃球 2nd GAMES
- 朝5晚9（山淵百繪[8]）
- 歇洛克·福爾摩斯（瑪麗·蘇瑟蘭）
- 太陽之家（日语：たいようのいえ）（新任母親）[注 3]
- （香織）
- Comic Market 78 Limited CD（店員）
- Comic Market 79 Limited CD
- 鄰座的怪同學（二宮冴子）[注 4]
- 花開物語 廣播劇CD ～after days～（美咲、孩童）[9]

### 外語配音

#### 電影
- 束縛（英语：Chained (2012 film)）（Chained）

#### 動畫
- Ribbit（英语：Ribbit (film)）（Sandy〈Cherami Leigh 配音〉）[10]

### 旁白
廣告
- 集英社「！」、「帥氣可愛宣言！」（旁白）
- 三菱電機（2008年－）
- America Home保險公司（日语：アメリカンホーム保険会社）（2008年－）

電視節目
- 日經特別節目 未來世紀辛巴克 ～沸騰現場的經濟學～（日语：日経スペシャル 未来世紀ジパング〜沸騰現場の経済学〜）

### 網路漫畫
- +Voice
  - 好攝美少女（日语：瞳のフォトグラフ）（一宮唯）
  - 蘿莉姊妹花（宗方靜）

### 電影
- Wonderful World（日语：Wonderful World (映画)）（浪川大輔執導，2010年）
- 「日常」（2010年）飾演主角美雪 （榮獲2010年日韓電影Award大獎／丹後映像祭2010大獎）
- 「死神」（2013年）飾演主角坦雅（第26屆東京國際電影祭（日语：第26回東京国際映画祭）「日本電影Splash部門」正式出品作品）
- 「時時巡」（2017年）

#### 網路戲院
- 「……loves you. 大切何？」（富岡洋一導演，2007年）

#### PV
- ／LOST IN TIME（日语：LOST IN TIME）
- 「Everything（MISIA翻唱歌曲）」／

### 舞台
- 「2005」（地點：全勞濟HALL SPACE ZERO（日语：スペース・ゼロ））
- 「BLACK」（地點：劇院V赤坂）
- 「STAR MAN」（2008年9月27日－10月5日，地點：兒童之城（日语：こどもの城） 青山圓形劇場（日语：青山円形劇場））

### 其它
- 『變形金剛博』「Oculus Rift體驗專區」用PV
- 手紙 ～道途中～[11]
  - （真由美）
  - （女孩子）
  - 卒業（秋元千果）
- "Sneeze"（亞瑟）[12]

## 腳註

## 外部連結
- AIR AGENCY公式官網的聲優簡介 （页面存档备份，存于） （日語）
- （日語）－小堀友里繪的官方個人部落格。
- 小堀友里繪的X（前Twitter） （日語）